# Ліхтентальська алея
48°45′35″ пн. ш. 8°14′19″ сх. д. / 48.7597° пн. ш. 8.23871° сх. д.
Ліхтентальська алея (нім. Lichtentaler Allee) — вулиця завдовжки 2,3 км, що прямує через паркову зону в центрі міста Баден-Баден. 
Стала відома в XIX столітті як набережна для іменитих гостей фешенебельного курортного міста, яке тоді називали «літньою столицею Європи».

## Огляд
Алея веде від Гетеплац на лівому березі Ос вгору за течією до Клостерплац в районі Ліхтенталь. 
Згідно з легендою, яка передається в письмовій формі з початку XIX століття, оригінальна алея від Ліхтентальського монастиря до міського ринку нібито була закладена як дубова алея в 1655 році баденським камергером Моріцом фон Лассолає. 
У 1850-1870 рр. її було перетворено на великий ландшафтний парк за ініціативи орендаря казино Беназета. 
Понад 300 різних місцевих і екзотичних дерев і рослин, таких як липи, каштани , дуби, платани, вільхи, гінкго, сріблясті клени, магнолії та азалії , було висаджено вздовж стежки. 
Парк оточений елегантними віллами та розкішними готелями. 
Кілька ошатних пішохідних мостиків із кованого заліза перетинають Ос.
Алея лише обмежено доступна для руху транспортних засобів і має додаткові пішохідні доріжки на довгих дистанціях. Алеєю пропонуються прогулянки на екіпажі . 
Частина алеї з квітня 2018 року є веломаршрутом. 

## Маршрут
Відразу за Гетеплац, знаходиться театр, побудований у стилі необароко. 
За кілька метрів далі знаходиться культурний центр LA8 з шаховим центром і Музеєм мистецтва і техніки XIX століття, колишньою штаб-квартирою Міжнародного клубу, а потім Державною картинною галереєю, побудованою на невеликому пагорбі. 
Навпроти Кунстгалле та розташованого поруч музею Фрідера Бурди міст через Ос веде до Августаплац. 
Інший міст прямує до конгрес-центру. 
Трохи далі на іншому боці річки знаходиться всесвітньо відомий «Brenners Park-Hotel & Spa» у власному парку. 
Далі алея прямує через Бертольдштрассе до  Бертольдбада та місцем колишнього невеликого поля для гольфу.
Потім прямує вздовж тенісних кортів до Йозефіненбрюкке, який з’єднується з Геннеранлаге. 
Наступний міст веде прямо на Людвіг-Вільгельм-штрассе, а інший, приватний міст, веде до «Parkresidenz Bellevue», ще одного колишнього розкішного готелю. 
Праворуч розташовано парк вілли Шрівер з сучасними творами мистецтва 
Через Ланцюговий міст, на іншому березі Оз, розташовано будиночок пастуха та монастирська галявина, а трохи далі палац Бірон.
Далі розташовано сад жоржин, у кінці якого знаходиться садовий павільйон Bénazet. 
Тут встановлені бюсти Клари Шуман, Йоганнеса Брамса і Роберта Штольца. 
Остання помітна будівля, знову ж таки на іншому боці Осу, є колишній готель «Bären». Кінець алеї – Монастирська площа.